# Polvorón

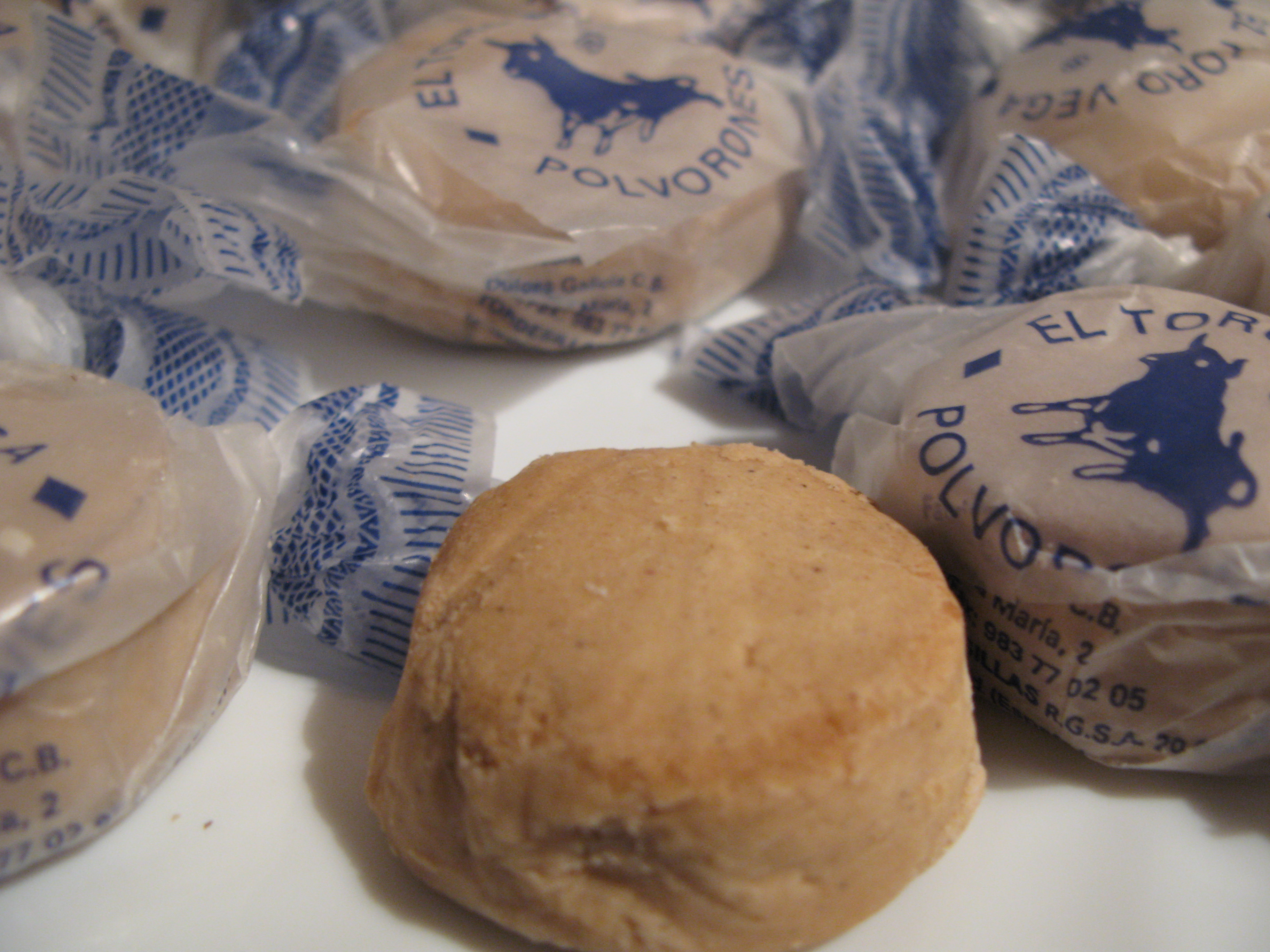
Balené polvorones z Tordesillas

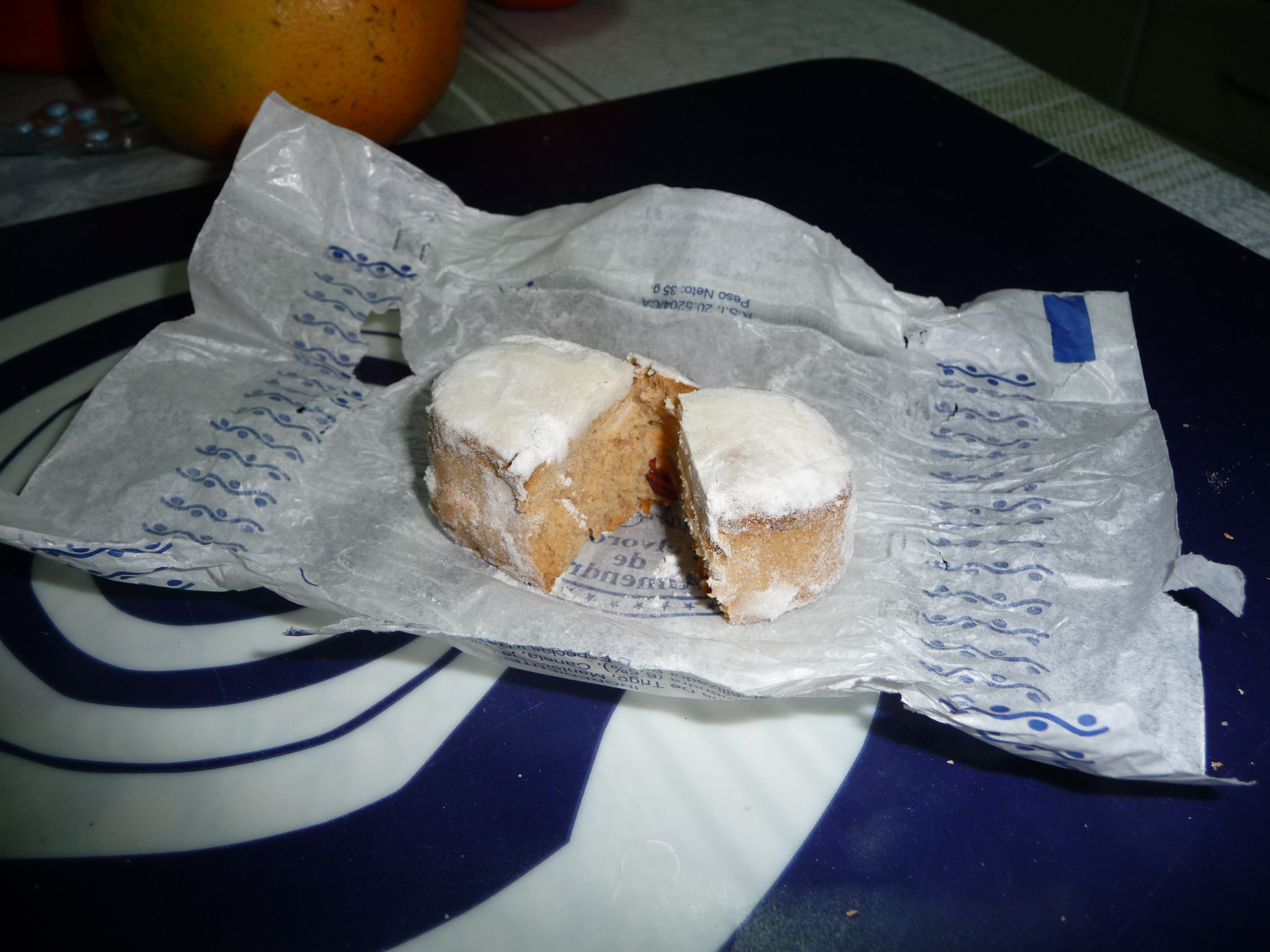
Bohatě cukrovaný polvorón z Mediny

Polvorón je typické španělské vánoční cukroví, obyčejně menší, z mouky, sádla a cukru. Jeho název se odvozuje ze slova polvo (španělsky: prach), protože při jídle se zdá, že se na prach rozpadá. Polvorones jsou oblíbené také ve španělsky mluvících zemích. 

## Ingredience
Polvorón se vyrábí především z mouky, sádla, cukru a skořice. Obvykle se přidávají také mleté mandle, může však obsahovat i další přísady jako například strouhaný kokos nebo sezamová semínka tak, aby vyhovovaly chutím spotřebitele.

## Zvyky
Obvykle se podává na míse s kousky dalšího cukroví, jako jsou například turrón a peladillas. Nejtypičtěji je k dostání v době vánoční, ale v některých oblastech, jako je tomu v případě Navarry, je lze sehnat po celý rok.
Velmi často se kupují a podávají jednotlivě balené.

## Rozdíly mezi polvorones a mantecados
Polvorón je specialitou zahrnutou do mantecados, ale při přípravě polvorones se vždy používají v různých poměrech mandle. Kromě toho si jako polvorones lidé představují spíše protáhlé, oválné cukroví hustě sypané moučkovým cukrem.

## Výroba

### Andalusie
Nejznámější polvorones se vyrábějí v obci Estepa v provincii Sevilla, v Sanlúcaru de Barrameda v provincii Cádiz a také ve Fondónu v provincii Almería, kde se vyrábí více než 120 000 kg tohoto cukroví ročně.
Andaluská města Estepa a Antequera v Málaze spolu soupeří o jejich původ a zároveň jsou i městy s nejvyšší produkcí tohoto typu pečiva, které nechybí na stolech ve Španělsku o Vánocích, svátcích ani oslavách.

### Kastilie a León
Tordesillas, obec v provincii Valladolid, se může chlubit jedněmi z nejznámějších kvalitních značek tohoto cukroví v autonomním společenství Kastilie a León.

### Navarra
V této provincii jsou známé a mimořádnou texturou proslulé polvorones z obce Pitillas.